# 布勒伊-布瓦罗贝尔
布勒伊-布瓦罗贝尔（法語：Breuil-Bois-Robert，法語發音：[bʁœj bwa ʁɔbɛʁ]）是法国伊夫林省的一个市镇，属于芒特拉若利区。该市镇于1868年由原市镇拉布勒伊（Le Breuil）与布瓦罗贝尔和拉布罗斯（Bois-Robert-et-Labrosse）合并而成。

## 地理
布勒伊-布瓦罗贝尔（48°56'45"N, 1°43'1"E）面积3.75 平方千米，位于法国法蘭西島大區伊夫林省，该省份为法国北部内陆省份，北起瓦兹河谷省，西接厄尔省，西南接厄尔-卢瓦省，东南接埃松省，东临上塞纳省。
与布勒伊-布瓦罗贝尔接壤的市镇（或旧市镇、城区）包括：阿努维尔莱芒特、欧夫勒维尔-布拉瑟伊、盖维尔、芒特城、韦尔、维莱特。

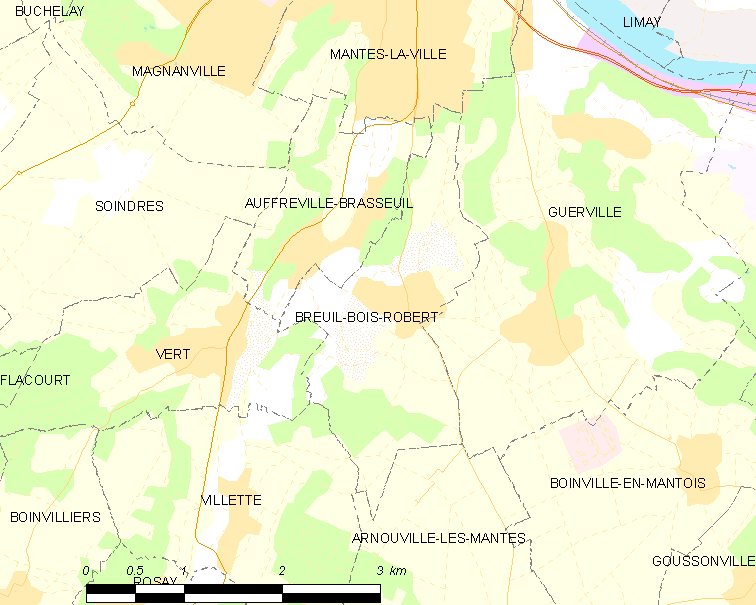
布勒伊-布瓦罗贝尔的OSM定位图

布勒伊-布瓦罗贝尔的时区为UTC+01:00、UTC+02:00（夏令时）。

## 行政
布勒伊-布瓦罗贝尔的邮政编码为78930，INSEE市镇编码为78104。

## 政治
布勒伊-布瓦罗贝尔所属的省级选区为塞纳河畔博尼耶尔县。

## 人口

1962-2008年间布勒伊-布瓦罗贝尔人口变化图示

布勒伊-布瓦罗贝尔于2022年1月1日时的人口数量为764人。